# Авиони 2: Храбри ватрогасци
Авиони 2: Храбри ватрогасци (енгл. Planes: Fire & Rescue) је амерички 3D рачунарски-анимирани хумористичко-авантуристички филм из 2014. године. Представља наставак филма Авиони, спин-оф Pixar франшизе Аутомобили. Продуциран од стране Disneytoon Studios, филм је 18. јула 2014. године издао Walt Disney Pictures. Дејн Кук, Стејси Кич, Бред Гарет, Тери Хачер, Дени Ман и Cedric the Entertainer репризирали су своје улоге као Дасти Запрашивач, Скипер, Цуг, Доти, Спарки и Трупасти. Нове глумачке улоге чине Хал Холбрук, Џули Боуен, Ед Харис, Реџина Кинг, Вес Студи, Патрик Ворбертон и Дејл Дај.
У Србији је филм приказан 17. јула 2014. године, синхронизован на српски језик. Дистрибуцију је радио Taramount Film и синхронизацију студио Вочаут.

## Радња
Авиони 2: Храбри ватрогасци је авантура која говори о искоришћавању других прилика, а у којој се појављује динамична екипа елитних противпожарних летелица посвећених очувању националног парка Пистон пик. Kад светски познати ваздушни тркач Дасти сазна да му је мотор оштећен и да се можда више никада неће тркати, мора да промени свој живот из корена и уђе у свет противпожарних авиона. Дасти се придружује ватрогасном и спасилачком хеликоптеру ветерану Блејд ренџеру и његовом неустрашивом тиму, који чине енергични канадер Дипер, тешки транспортни хеликоптер Виндлифтер, војни транспортни авион Kеби и живописна свита храбрих теренаца познатих под именом Смоукџамперс. Неустрашива дружина се заједно бори са великим шумским пожаром, а Дасти учи шта је потребно да би постао прави херој.

## Улоге
| Лик                         | Оригинални глас  | Српски глас          |
| --------------------------- | ---------------- | -------------------- |
| Дасти Запрашивач            | Дејн Кук         | Милан Антонић        |
| Бата Чувар                  | Ед Харис         | Александар Срећковић |
| Дипер                       | Џули Боуен       | Ана Стојановић       |
| Мару                        | Кертис Армстронг | Бранислав Зеремски   |
| Ал                          | Џон Мајкл Хигинс | Никола Булатовић     |
| Спаса                       | Хал Холбрук      | Милан Михаиловић     |
| Ветрослав                   | Вес Студи        | Павле Јеринић        |
| Цуг                         | Брет Гарет       | Милан Чучиловић      |
| Доти                        | Тери Хачер       | Исидора Минић        |
| Скипер                      | Стејси Кич       | Миодраг Крстовић     |
| Трупасти                    |                  | Марко Марковић       |
| Спарки                      | Дени Ман         | Томаш Сарић          |
| Риста Бус                   | Бери Корбин      | Владан Живковић      |
| Динамитна                   | Реџина Кинг      | Душица Новаковић     |
| Вини                        | Ен Мира          | Злата Нуманагић      |
| Харви                       | Џери Стилер      | Бранислав Платиша    |
| секретар унутрашњих послова | Фред Вилард      | Томаш Сарић          |
| Бранка                      | Кери Волгрен     | Јелена Гавриловић    |
| Пуласки                     | Дени Ман         | Марко Марковић       |